# کریستینا ملادنوویچ
 کریستینا ملادنوویچ (صربی: Кристина Младеновић؛ زادهٔ ۱۴ مهٔ ۱۹۹۳) یک تنیس‌باز اهل فرانسه است. او اصالتاً اهل صربستان است.